# ミカエル・クローン＝デリ
ミカエル・クローン＝デリ（Michael Krohn-Dehli (デンマーク語発音: [mikʰæːl kʰʁoːnˈteːli]、1983年6月6日 - ）は、デンマーク・コペンハーゲン出身の元サッカー選手。ポジションはミッドフィールダー。

## 経歴

### クラブ
デンマークのブレンビーIFでプロデビューする前にオランダのアヤックスに移籍。2004年、フリートランスファーでRKCヴァールヴァイクに完全移籍し、8月15日のFCフローニンゲン戦でプロデビューした。2006年、RKCとの契約が満了したためアヤックスに3年契約で復帰。9月17日のローダJC戦(2-0)でデビューした。2006-07シーズン前半戦は3試合しか出場できずにいたため、2007年1月31日にスパルタ・ロッテルダムにレンタル移籍し、ローダJC戦を皮切りに12試合に出場した。シーズン終了後にアヤックスに復帰。2008年8月29日、古巣ブレンビーに復帰。8月31日のFCコペンハーゲン戦でデビューした。
2012年8月22日、セルタ・デ・ビーゴに移籍した。
2015年6月1日、セビージャFCに移籍した。
2018年1月29日、デポルティーボ・ラ・コルーニャに移籍した。

### 代表

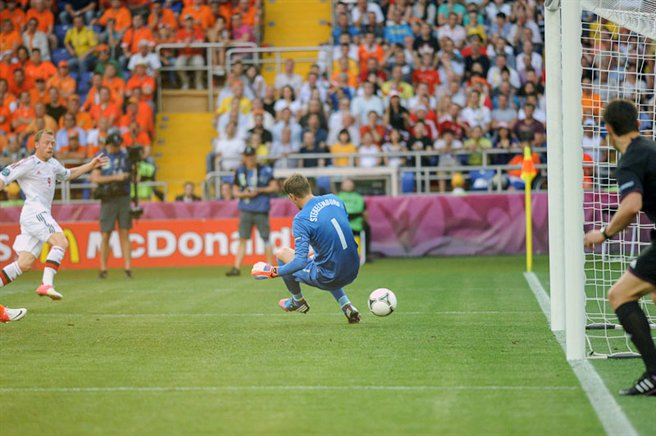
EURO 2012のオランダ戦で決勝点を挙げたクローン＝デリ（左）

2006年10月11日、UEFA EURO 2008予選のリヒテンシュタイン戦でデンマーク代表デビューし、2011年3月29日のスロバキアとの親善試合 (2-1) で初得点を挙げた。10月11日、UEFA EURO 2012予選のポルトガル戦 (2-1) で先制点を挙げ、グループ首位でのUEFA EURO 2012本大会出場を確定させた。2012年にはUEFA EURO 2012本大会に出場するデンマーク代表に選出され、グループリーグ初戦のオランダ戦 (1-0) では決勝点を挙げた。試合後には得点に満足していると述べ、さらに「8年間もオランダでプレーしていたし、彼女がオランダ人だから、（オランダ代表相手の得点は）少し特別だ。家族全員がオランダで応援していただろう。スペースを見つけ、オランダ相手に得点できて嬉しい。今や、決勝トーナメント進出のためには残り試合での勝利がそれほど必要でなくなった」と答えた。グループリーグ最終戦のドイツ戦でも得点したが、1-2で敗れてグループリーグ敗退に終わった。

## 個人成績

### クラブでの出場記録
| シーズン | クラブ                 | リーグ           | 出場 | 得点 |
| -------- | ---------------------- | ---------------- | ---- | ---- |
| 2004-05  | RKCヴァールヴァイク    | エールディヴィジ | 31   | 2    |
| 2005-06  | RKCヴァールヴァイク    | エールディヴィジ | 17   | 0    |
| 2006-07  | アヤックス             | エールディヴィジ | 3    | 0    |
| 2006-07  | スパルタ・ロッテルダム | エールディヴィジ | 12   | 1    |
| 2007-08  | アヤックス             | エールディヴィジ | 1    | 0    |
| 2008-09  | ブレンビーIF           | スーペルリーガ   | 28   | 5    |
| 2009-10  | ブレンビーIF           | スーペルリーガ   | 32   | 4    |
| 2010-11  | ブレンビーIF           | スーペルリーガ   | 29   | 12   |
| 2011-12  | ブレンビーIF           | スーペルリーガ   | 27   | 5    |
| 通算     | 通算                   | 通算             | 180  | 29   |

## 代表歴

### 出場大会
- デンマーク代表
  - 2018 FIFAワールドカップ

### 試合数
- 国際Aマッチ 62試合 6得点（2006年-2018年）[8]

| デンマーク代表 | 国際Aマッチ | 国際Aマッチ |
| 年             | 出場        | 得点        |
| -------------- | ----------- | ----------- |
| 2006           | 1           | 0           |
| 2007           | 0           | 0           |
| 2008           | 2           | 0           |
| 2009           | 0           | 0           |
| 2010           | 8           | 0           |
| 2011           | 10          | 4           |
| 2012           | 11          | 2           |
| 2013           | 11          | 0           |
| 2014           | 7           | 0           |
| 2015           | 9           | 0           |
| 2016           | 0           | 0           |
| 2017           | 0           | 0           |
| 2018           | 3           | 0           |
| 通算           | 62          | 6           |

### 得点
スコア欄はデンマークの得点を左側に記載している
| #  | 日付           | 場所           | 対戦相手     | スコア | 結果 | 大会               |
| -- | -------------- | -------------- | ------------ | ------ | ---- | ------------------ |
| 1. | 2011年3月29日  | トルナヴァ     | スロバキア   | 2-1    | 2-1  | 親善試合           |
| 2. | 2011年10月7日  | ニコシア       | キプロス     | 4-0    | 4-1  | UEFA EURO 2012予選 |
| 3. | 2011年10月11日 | コペンハーゲン | ポルトガル   | 1-0    | 2-1  | UEFA EURO 2012予選 |
| 4. | 2011年11月11日 | コペンハーゲン | スウェーデン | 2-0    | 2-0  | 親善試合           |
| 5. | 2012年6月9日   | キエフ         | オランダ     | 1-0    | 1-0  | UEFA EURO 2012     |
| 6. | 2012年6月17日  | リヴィウ       | ドイツ       | 1-1    | 1-2  | UEFA EURO 2012     |

## タイトル

### クラブ
セビージャFC
- UEFAヨーロッパリーグ 2015-16